# Sarıkaya, Yığılca
Sarıkaya là một xã thuộc huyện Yığılca, tỉnh Düzce, Thổ Nhĩ Kỳ. Dân số thời điểm năm 2010 là 421 người.